# Småvattnen, Bohuslän
Småvattnen är en sjö i Lilla Edets kommun i Bohuslän och ingår i Göta älvs huvudavrinningsområde.